# A-X-L chú chó robot
A-X-L chú chó robot (tên gốc tiếng Anh: A.X.L.) là phim điện ảnh hành động khoa học viễn tưởng của Mỹ năm 2018 do Oliver Daly chịu trách nhiệm đạo diễn và biên kịch, với sự tham gia diễn xuất của Alex Neustaedter, Becky G, Alex MacNicoll, Dominic Rains và Thomas Jane. Nội dung phim xoay quanh một thiếu niên tìm thấy một chú chó máy quân sự và bắt đầu dấn thân vào những cuộc phiêu lưu đầy mạo hiểm.
A-X-L chú chó robot được hãng Global Road Entertainment công chiếu tại Mỹ vào ngày 24 tháng 8 năm 2018, và nhận được nhiều ý kiến đánh giá tiêu cực từ giới chuyên môn, đồng thời trở thành một bom xịt phòng vé khi chỉ thu về hơn 6 triệu USD so với kinh phí làm phim 10 triệu USD.

## Nội dung
Miles, một cậu bé tuổi vị thanh niên đam mê máy móc và tốc độ, trong một lần đang mải mê rong ruổi trên chiếc xe hai bánh vượt địa hình cậu đã phát hiện ra A-X-L, một chú chó máy quân sự được tạo ra nhằm mục đích tấn công những cứ điểm địch ở những nơi phương tiện cơ giới không thể đến. Vô tình kích hoạt công nghệ nhận diện đồng minh với chú chó, Miles cùng với Sara và chú robot dấn thân vào những cuộc phiêu lưu đầy mạo hiểm mà kẻ thù là viện Robot do Chính phủ thành lập.

## Diễn viên
- Alex Neustaedter vai Miles Hill
- Becky G vai Sara Reyes
- Alex MacNicoll vai Sam Fontaine
- Dominic Rains vai Andric
- Thomas Jane vai Chuck Hill
- Lou Taylor Pucci vai Randall
- Patricia de Leon vai Joanna Reyes
- Ted McGinley vai George Fontaine
- Fred Tatasciore vai Giọng A-X-L

## Sản xuất
A-X-L chú chó robot được thực hiện như một phiên bản điện ảnh của phim ngắn Miles mà Oliver Daly từng thực hiện. Kinh phí thực hiện phim ngắn được gây quỹ trên trang Kickstarter và bắt đầu từ năm 2014, với 190 người ủng hộ. Theo như thông tin ghi trên chiến dịch, phim ngắn này là "một câu chuyện về việc xóa nhòa lằn ranh giữa con người và công nghệ, với bối cảnh được lấy tại một vùng Central California giả tưởng."
Quá trình sản xuất bắt đầu vào năm 2015 khi Oliver Daly bắt đầu tái thực hiện phim ngắn Miles thành một phim điện ảnh. David S. Goyer tham gia dự án với vị trí nhà sản xuất thông qua hãng sản xuất Phantom Four, cùng với Kevin Turen. Lakeshore Entertainment cũng tham gia cùng với Phantom Four ở khâu sản xuất, và quá trình quay phim chính bắt đầu diễn ra từ năm 2016. Global Road Entertainment tham gia đồng sản xuất cùng như cung cấp kinh phí làm phim. Tháng 8 năm 2016, nữ ca sĩ Becky G xác nhận việc tham gia dàn diễn viên với vai diễn "Sara". Nam diễn viên Alex MacNicoll được tuyển vào bộ phim vào tháng 10 năm 2016, cùng với Alex Neustaedter.

## Đón nhận

### Doanh thu phòng vé
Tại thị trường Mỹ và Canada, A-X-L chú chó robot được công chiếu vào ngày 24 tháng 8 năm 2018 cùng với The Happytime Murders, và dự kiến sẽ thu về khoảng 5 triệu USD từ 1.710 rạp chiếu trong dịp cuối tuần đầu tiên ra mắt. Phim kết thúc với con số 2,9 triệu USD doanh thu ra mắt, xếp thứ chín trên bảng xếp hạng doanh thu cuối tuần. Tổng cộng phim thu về 6,4 triệu USD toàn cầu.

### Đánh giá chuyên môn
Trên hệ thống tổng hợp kết quả đánh giá Rotten Tomatoes, phim nhận được 22% lượng đồng thuận dựa theo 18 đánh giá, với điểm trung bình là 3,4/10. Trên trang Metacritic, phần phim đạt số điểm 29 trên 100, dựa trên 7 nhận xét, chủ yếu là những ý kiến tiêu cực. Lượt bình chọn của khán giả trên trang thống kê CinemaScore cho phần phim điểm "B+" trên thang từ A+ đến F.
Katie Rife từ The A.V. Club miêu tả A-X-L chú chó robot bằng cụm từ "hoàn toàn đáng quên", và không tin rằng sẽ có người "muốn đi xem một bộ phim có nội dung chung chung và luộm thuộm như thế này ngoài rạp".